# France Dejak
France Dejak, slovenski domobranec in eden od redkih znanih preživelih v komunističnih povojnih pobojih v Kočevskem Rogu, * 20. september 1925, Dolenji Lazi pri Ribnici, † 1. junij 2003, Cleveland, Združene države Amerike.

## Življenje
France Dejak je bil kot 19-letni domobranec po prevari britanskega 5. korpusa maja 1945 iz Vetrinja na avstrijskem Koroškem skupaj z drugimi soborci repatriiran v Jugoslavijo, kjer je ravno zavladal titoistični režim. 
Kot starejši domobranec je bil Dejak v enem od komunističnih koncentracijskih taborišč določen za usmrtitev v Kočevskem Rogu. 8. junija 1945 je bil ustreljen in vržen v brezno, pri čemer pa je preživel. Naslednji dan je splezal iz brezna in se po večdnevnem tavanju, ranjen, gol in lačen, skrivaj vrnil domov, kjer sta zanj poskrbeli mati in sestra. Dejakovo mater so zaradi pomoči pri njegovem skrivanju komunistične oblasti kasneje obsodile na 22 mesecev zapora.
Dejak je leta 1948 skupaj s svojim bratom in še enim preživelim iz Roga, Francetom Kozino, preko Karavank skrivaj pobegnil čez jugoslovansko-avstrijsko mejo. Kasneje je pri prebegu iz komunistične Jugoslavije pomagal še mnogim drugim emigrantom. Končno se je ustalil v Združenih državah Amerike, kjer si je ustvaril družino in delal kot zidar.
France Dejak je o svojem preživetju in pobegu iz roškega brezna večkrat natančno pričeval v slovenski emigrantski skupnosti. Domobranci so si namreč že na poti do brezna obljubili, da bodo – kdorkoli preživi – povedali svetu resnico o dogodkih v Kočevskem Rogu. Leta 1989, v času demokratičnih sprememb v takratni Socialistični Republiki Sloveniji, je Dejak prvič spregovoril tudi za časnik Mladina. Obsežen intervju z njim je opravil novinar Gorazd Suhadolnik, objavljen pa je bil 3. novembra 1989.
France Dejak, France Kozina in Milan Zajec so bili dolgo časa edini znani preživeli in edini znani pričevalci masovnih pobojev v Rogu. Iz brezna se jim je posrečilo splezati preko debla drevesa, katero se je zrušilo v jamo ob partizanskem miniranju okolice.
27. junija 1993 se je France Dejak v Kočevskem Rogu, na mestu pobojev, udeležil spravne maše za pomorjenimi domobranci. V govoru je povedal med drugim:
Dragi moji soborci! Danes stojim ob vašem grobu in izpolnjujem obljubo, ki smo si jo dali v jami. Molim za vas, v težavah in stiskah pa se zatekam k vam in sem vselej uslišan. Moja največja želja je bila, da sem še enkrat v vaši bližini. In danes sem tukaj z vami. Zato sem srečen in pomirjen.
Komunizem se je zrušil, govorimo o odpuščanju in spravi. Še vedno pa se izogibamo imena domobranci ... Kaj ni bilo dovolj, da smo bili pozabljeni in osovraženi pol stoletja? Če smo res v demokraciji, potem jih sprejmimo take, kakršni so bili, saj so za domovino žrtvovali vse – tudi svoja mlada življenja!
Bog – Narod – Domovina!

Počivajte v miru v tem gozdu junakov ... In še enkrat, kot takrat, na svidenje nad zvezdami! Slava vam, soborci, domobranci!